# Blastobasis rosmarinella
Blastobasis rosmarinella é uma espécie de mariposa do gênero Blastobasis pertencente à família Coleophoridae.